# Облигадо, Пастор
Хусто Пастор дель Корасон де Хесус Облигадо (исп. Justo Pastor del Corazón de Jesús Obligado), или Пастор Облигадо (исп. Pastor Obligado; 9 августа 1818, Буэнос-Айрес — 12 марта 1870, Кордова) — аргентинский юрист, политик и военный, член Федеральной партии, Либеральной партии, а затем Автономистской партии, которая управляла государством Буэнос-Айрес во время его отделения от Аргентинской конфедерации после падения Хуана Мануэля де Росаса.

## Биография

### Ранние годы
Родился 9 августа 1818 года. Второй сын Мануэля Алехандро Облигадо Фернандеса (1767—1843) и Хуаны Марии Хосефы Техедора Гарайо (1797—1879). Он изучал право в Университете Буэнос-Айреса, который окончил в 1845 году. Он был сторонником Хуана Мануэля де Росаса во время его правления в провинции Буэнос-Айрес, но благодаря влиянию своей богатой семьи был назначен судьей на следующий день после битвы при Касеросе (3 февраля 1852 года), в которой Росас потерпел поражение от Хусто Хосе де Уркисы.
Представитель так называемого молодого поколения (второго после главных героев Майской революции), он вступил в Либеральную партию. Политика Буэнос-Айреса разделилась на два сектора: автономисты или члены банд и националисты или чупандинос. Автономистское крыло во главе с Валентином Альсиной стремилось к окончательному отделению Буэнос-Айреса от остальных аргентинских провинций. Националистическое крыло во главе с Бартоломе Митре намеревалось воссоединить Буэнос-Айрес с конфедерацией, но при этом установить новый политический порядок, который позволил бы Буэнос-Айресу сохранить свою гегемонию, в отличие от унитаризма, предложенного Уркисой, который имел амбиции создать федеральную столицу на территории Буэнос-Айреса. Облигадо присоединился к автономистскому сектору, хотя позже он вошел в группу, заключившую пакт с Митрой.
В результате Революции 11 сентября 1852 года жители Буэнос-Айреса свергли Правительственный совет, который управлял Буэнос-Айресом под руководством самого Уркисы. Одной из первых мер временного правительства во главе с генералом Мануэлем Гильермо Пинто было распоряжение об отделении провинции от конфедерации, что привело к образованию государства Буэнос-Айрес.

### Губернатор Буэнос-Айреса
После провала Валентина Альсины на посту временного губернатора Пастор Облигадо заключил пакт с националистической фракцией Митре и благодаря их поддержке был избран губернатором провинции в 1854 году.
Конституция, принятая в Буэнос-Айресе, сохранила за провинцией осуществление внешнего и внутреннего суверенитета, что является явным нарушением Национальной конституции 1853 года. Пастор Облигадо был явным последователем этой политики, которая вынудила сторонников федеральной системы (таких как Висенте Фидель Лопес или Маркос Пас) бежать из страны. Отношения с правительством Параны были настолько напряженными, что в 1854 году они дошли до войны. Армия Буэнос-Айреса разгромила силы генерала Херонимо Косты в Энтре-Риос в битве при Эль-Тале, но Уркисе удалось получить соглашение от Облигадо, в котором обе стороны обязались оказывать взаимную помощь в случае внешней агрессии.
Во время своего правления Пастор Облигадо использовал средства, предоставленные таможней, для улучшения инфраструктуры Буэнос-Айреса. Он основал множество начальных школ, заложил основы Национального колледжа Буэнос-Айреса, урбанизировал сельскую местность, превратив старые форты в города, и начал работу по обеспечению Буэнос-Айреса водопроводом и газовым освещением.
14 октября 1855 года французский оружейник Адольф Бертонне провел первую практическую демонстрацию электрического телеграфа Бреге, используя линию, проложенную между отелем «Отель де Прованс» и помещениями итальянского дагерротиписта Луиджи Бартоли на площади Виктория. На демонстрации присутствовали губернатор Пастор Облигадо и его министры Валентин Альсина, Норберто де ла Риестра и Бартоломе Митре, но, несмотря на успех демонстрации и горячую защиту Сармьенто из El Nacional, их не убедили установить оборудование.
Во время его правления начались работы по строительству первой железнодорожной линии, которую открыл его преемник 30 августа 1857 года.

## Поздние годы
В 1859 году он был избран в провинциальный законодательный орган. Когда напряженная ситуация между тогдашним государством Буэнос-Айрес и остальными провинциями привела к битве при Сепеде, он сражался под командованием Альсины. Поражение Буэнос-Айреса и подписание Пакта Сан-Хосе-де-Флорес нанесли серьезный удар по их сепаратистским интересам. Однако он был министром губернатора Бартоломе Митре, и когда последний восстал против национального правительства Сантьяго Дерки, он снова взялся за оружие в битве при Павоне. Позднее он стал военным и военно-морским министром во время президентства Бартоломе Митре, а также национальным депутатом с 1862 года до своей смерти в Кордове в 1870 году.

## Семья
В 1839 году Пастор Облигадо женился на Фортунате Торкуате Гомес (1803—1883), от брака с которой у него было двое сыновей (Алехандро Мария Облигадо и Пастор Фортунато Сервандо Облигадо) и две дочери (Мария Франсиска Исидора Облигадо и Хуана Мария Бартола Облигадо).